# Čehov (Moskovska oblast, Rusija)
Čehov (ruski: Че́хов) je grad u Moskovskoj oblasti u Rusiji.
Do 1954. se zvao Lopasnja (Лопа́сня).
Broj stanovnika:
- 1985.: 56.000
- 2002.: 72.917

15 km od Čehova, u selu Melihovo se nalazi muzej Antona Čehova.
Na rubu grada Čehova se nalazi Davidove eremitaže  Arhivirana inačica izvorne stranice od 15. siječnja 2008. (Wayback Machine), najbogatiji samostan u Rusiji. U sebi ima brojne crkve iz 17. i 18. stoljeća.